# 尤凤伟
尤凤伟（1943年—2021年9月23日），中国当代作家。作品有中篇小说《金龟》、《石门夜话》、《生命通道》，长篇小说《中国一九五七》、《泥鳅》、《色》等。《望子成龙》、《红盖头》、《鬼子来了》等影视作品是根据他的小说改编而成。

## 生平
1943年生于山东省牟平县龙泉镇一个农民家庭，1953年赴烟台上初中。1961年，由于家贫，只得带上普希金、拜伦的作品参军，从事测绘工作。1968年退伍后进入青岛第一仪器厂，之后进入山东工学院学习，刚开始创作。1980年出版首部短篇小说集《月亮代表我的心》，1983年加入青岛市文联。后曾任青岛市作家协会主席等职。

## 创作
尤凤伟早期的创作属于伤痕文学，反映文革对人性的戕害。后来的作品不断复杂化，《山地》写农民“五爷”为了养活家人而私自开荒，但由于一个无赖的揭发化为泡影。90年代后，日益回归讲故事本身，不追求“深刻答案”。《金龟》写玉珠被短工宋驹子招土匪弄得家破人亡，后来二人又共患难逃出匪窟。《石门夜话》则直接以土匪为主角。作家张炜曾评价说，这些故事之所以打动人，乃是因为作者有一颗“平常的心，不欺的心，与人为善的心”。
2000年，尤凤伟出版了长篇小说《中国一九五七》。这部作品着眼于反右运动所带来的伤痛，写了一代知识分子在特殊年代的悲剧性遭遇。《衣钵》聚焦土地改革的残酷性，也曾引起巨大争论。